# Jerzy Klimiński
Jerzy Klimiński (ur. 18 grudnia 1932 w Rabce) – polski technik budownictwa, ratownik górski i naczelnik TOPR w latach 1978–1981.

## Życiorys
Był technikiem budowlanym oraz absolwentem Akademii Wychowania Fizycznego w Krakowie. W latach 60. XX wieku podjął pracę w Zakładzie Remontowo-Budowlanym PTTK w Zakopanem, którego następnie został dyrektorem. Podczas zatrudnienia w  ZRB prowadził prace budowlane m.in. w schroniskach: na Turbaczu, Rysiance, w Zwardoniu, na Hali Gąsienicowej, Polanie Chochołowskiej, Hali Ornak, w Dolinie Roztoki, nad Morskim Okiem, na Hali Miziowej, Przehybie, Starych Wierchach i Hali Łabowskiej oraz podczas budowy bacówek na Maciejowej, nad Wierchomlą i na Lubaniu, a także przy remoncie Domu Wycieczkowego PTTK „Rzymianka” w Krynicy.
Od 1952 roku był członkiem TOPR, a następne Grupy Tatrzańskiej GOPR. W latach 1977–1981 oraz 1985–1987 pełnił funkcję Zastępcy Naczelnika GOPR, a w okresie od 1978–1981 – naczelnika TOPR (Grupy Tatrzańskiej GOPR). Ponadto posiada uprawnienia instruktora taternictwa, przewodnika tatrzańskiego oraz jest członkiem Polskiego Związku Alpinizmu (jego towarzyszami wspinaczek byli Krzysztof Berbeka i Jerzy Hajdukiewicz).
W uznaniu zasług został odznaczony m.in. Krzyżem Oficerskim Orderu Odrodzenia Polski (1999), Złotym Krzyżem Zasługi, Złotą Honorową Odznaką PTTK, Odznaką „Zasłużony dla Zakopanego” oraz Odznaką „Zasłużony dla Województwa Nowosądeckiego”.
Mieszka w Rabce.